# 도덕심리학
도덕심리학은 철학과 심리학 모두를 연구하는 분야이다. 역사적으로 '도덕심리학'이라는 용어는 도덕 발달에 대한 연구를 지칭하기 위해 비교적 좁은 의미로 사용되었다. 도덕심리학은 결국 윤리학, 심리학, 정신 철학의 교차점에서 다양한 주제를 보다 광범위하게 언급하게 되었다.
오늘날 도덕 심리학은 생물학적, 인지/계산 및 문화적 도덕적 판단과 행동의 기초, 그리고 인공 지능의 맥락에서 도덕적 판단에 대한 연구가 점점 늘어나고 있다.
철학자, 심리학자 및 연구자들은 적어도 1890년대까지 거슬러 올라가는 실증적 연구를 통해 도덕 심리학 주제를 연구하기 위한 다양한 방법을 개발했다. 이러한 연구에 사용된 방법에는 트롤리 문제 와 같은 도덕적 딜레마, 도덕심리학 및 그 발달을 연구하기 위한 수단인 구조화된 인터뷰 및 설문조사, 경제 게임의 사용, 신경영상, 그리고 자연어 사용에 대한 연구 등이 있다.

## 같이 보기
- 동작 (철학)
- 이타주의
- 기업 윤리
- 인성 교육
- 실험 철학
- 신경경제학
- 정체성
- 심리 이기주의
- 광차 문제
- 가치관